# Steve Wooddin
Steven "Steve" Wooddin (Birkenhead, 16 de janeiro de 1955) é um ex-futebolista neozelandês, de origem britânica, que disputou a Copa do Mundo FIFA de 1982 e marcou o segundo e último gol da Seleção Neozelandesa de Futebol neste evento, contra a Escócia.